# Menstruationsstörningar
Menstruationsstörningar är en samlingsbeteckning för olika oregelmässigheter i eller i samband med menstruationen eller menstruationscykeln.
Menstruationsstörningar kan bero på endokrina störningar som förändrar nivåerna av eller uttrycken på könshormonerna (progesteron, östrogen, relaxin) eller andra könsrelaterade hormoner (FSH, LH, prolaktin), och vara ett centralt symtom på en icke könsrelaterad endokrin störning (t.ex. giftstruma, hypotyreos, akromegali, Cushings syndrom), en anatomisk eller immunorelaterad förändring i de inre könsorganen (t.ex. polycystiskt ovariesyndrom, endometrios, myom, salpingit), annan systemisk sjukdom (t.ex. undervikt, näringsbrist), som läkemedelsbiverkning, eller på naturliga förändringar i fertiliteten (graviditet, klimakteriet).

## Störningar i ägglossningen
Huvudartikel: Anovulation
Utebliven eller sällan förekommande ägglossning kallas oligoovulation, vilket kan föregripa ovarialsvikt. Tillståndet definieras vanligen som menstruationscykler som är längre än 36 dagar eller att ha färre än åtta cykler per år.
Anovulation är frånvaro av ägglossning i fall när kvinnan normalt ska ha det, det vill säga efter menarche och före klimakteriet för kvinnor som inte är gravida. Anovulation yttrar sig vanligen som oregelbundna menstruationer, vilka är oförutsägbara ifråga om när de börjar, hur länge de varar och hur stor blödningen är. Tillståndet kan också yttra sig i utebliven menstruation (sekundär amenorré) eller ovanligt rikliga blödningar (till följd av livmodern inte fungerar som den ska).

## Störningar i cykeln
- Polymenorré är den medicinska termen för cykler om intervall på 21 dagar eller mindre.
- "Oregelbunden mens" betyder att längden på menstruationscyklerna varierar mer än ungefär åtta dagar.
- En mellanblödning är en blödning som uppkommer mellan menstruationerna.
- Oligomenorré är den medicinska termen för sällan förekommande, ofta måttliga, menstruationer, med intervall som överstiger 35 dagar.
- Amenorré är en under fertil ålder utebliven menstruation. Fysiologiska tillstånd av amenorré innefattar graviditet och amning. Amenorré är det normala tillståndet före och efter fertil ålder.

## Störningar i mängd
- Hypomenorré är ovanligt måttliga menstruationer.
- Menorragi betecknar rikliga och långvariga menstruationsblödningar. Om dessa rikliga menstruationer uppkommer med korta intervall, kan diagnosen vara menometrorragi. Orsaken kan vara onormal blodkoagulation, rubbningar av de hormoner som reglerar menstruationscykeln, eller störningar i livmodern såsom myom eller endometrios. Beroende på orsak, kan tillståndet uppkomma tillsammans med ovanligt smärtsam menstruation (dysmenorré).
- Hypermenorré avser abnormt rikliga menstruationsblödningar.

## Smärta
Dysmenorré eller mensvärk innebär att menstruationen är smärtsam. Smärtan kan vara tryckande eller dov, och drabba buken eller bäckenregionen. Vissa kvinnor kan drabbas av smärta vid ägglossning vilket kallas ovulationssmärta.